# Parascotia detersa
Parascotia detersa là một loài bướm đêm trong họ Erebidae.